# Incontri africani della fotografia
Incontri africani della fotografia - Rencontres africaines de la photographie, conosciuti anche come la Biennale di Bamako - è una manifestazione con cadenza biennale organizzata a Bamako in Mali dal 1994 e dedicata alla fotografia africana.
L'evento consiste in esposizioni di fotografia contemporanea e retrospettive in diversi luoghi della capitale (Museo nazionale, Mémorial Modibo Keita, Museo del distretto), conferenze e proiezioni di film. Durante la manifestazione vengono assegnati diversi premi.
La manifestazione ha presentato al pubblico grandi artisti africani tra i quali Malick Sidibé.

## Edizione 2005
La sesta edizione dei Rencontres africaines de la photographie si svolgono a novembre 2005 sul tema Un autre monde (un altro mondo).
- Premio Seydou Keïta a Rana El Nemr
- Premio Coup de cœur Accor a Mamadou Konaté
- Premio Afrique en création a Fatoumata Diabaté
- Premio dell'Unione europea a Zohra Bensemra
- Premio dell'Organisation international della francofonia per il migliore giovane fotografo a Ulrich-Rodney Mahoungou
- Premio Élan dell'Agenzia francese per lo sviluppo a Uchechukwu James Iroha
- Premio speciale della giuria a Mikheal Subotzky
- La giuria rende omaggio a Ranjith Kally per l'insieme della sua produzione artistica.

## Edizione 2007
La settima edizione dei Rencontres africaines de la photographie si svolge dal 24 novembre al 23 dicembre 2007 con il tema Dans la ville et au-delà (nella città e oltre). Sono presentati due omaggi a fotografi morti nel 2006, Serge Jongué e Armand Seth Maksim. Una retrospettiva è dedicata al fotografo Samuel Fosso.
- Premio Seydou Keïta a Calvin Dondo
- Premio dell'Organisation international della francofonia a Saidou Dicko
- Premio dell'Unione europea, premio al reportage a Aïda Muluneh
- Premio dell'immagine della Fondazione Blachère a Amal Kenawy
- Premio Afrique en création a Sammy Baloji
- Premio Coup de pouce de l'AFD a Mohamed Camara
- Premio Coup de cœur du jury a Lolo Veleko